# Pierre Daniel Chantepie de la Saussaye
Pierre Daniel Chantepie de la Saussaye (9. dubna 1848 Leeuwarden – 20. dubna 1920 Bilthoven) byl holandský religionista a historik náboženství, jeden ze zakladatelů religionistiky.

## Život
Po studiu teologie v Utrechtu a jiných městech se stal farářem. V roce 1878 se stal profesorem dějin náboženstvím v Amsterdamu, později v Leidenu.

## Dílo
Za jeho hlavní dílo je považována Učebnice dějin náboženství (orig. Lehrbuch der Religionsgeschichte) vydaná na konci 80. let 19. století.